# Jaromír Salaj
Jaromír Salaj (* 27. března 1934 Olšany) je bývalý český fotbalový útočník. Patřil k tzv. obojživelníkům, nejvyšší soutěž hrál rovněž v ledním hokeji. Žije v brněnských Řečkovicích.

## Hráčská kariéra
V československé lize hrál za Rudou hvězdu Brno, vstřelil 5 prvoligových branek. Ve druholigovém ročníku 1956 byl nejlepším střelcem RH Brno.
Hrál také za TJ Spartak ZJŠ Brno, TJ Spartak ČKD Blansko a TJ MKZ Rájec-Jestřebí.

### Ligová bilance
| Ročník           | Zápasy | Góly | Minuty | Klub                |
| ---------------- | ------ | ---- | ------ | ------------------- |
| II. liga 1954    | –      | 0    | –      | TJ Rudá hvězda Brno |
| II. liga 1955    | –      | 7    | –      | TJ Rudá hvězda Brno |
| II. liga 1956    | –      | 10   | –      | TJ Rudá hvězda Brno |
| I. liga 1957/58  | 10     | 5    | –      | TJ Rudá hvězda Brno |
| I. liga 1958/59  | 6      | 0    | –      | TJ Rudá hvězda Brno |
| II. liga 1961/62 | –      | 1    | –      | TJ Spartak ZJŠ Brno |
| CELKEM I. LIGA   | 16     | 5    | –      |                     |

## Lední hokej
Věnoval se rovněž lednímu hokeji. Československou ligu hrál za Zbrojovku Brno, hokejovou kariéru uzavřel v Rájci-Jestřebí v roce 1973.